# Acta Ethologica
Acta Ethologica is een internationaal, aan collegiale toetsing onderworpen wetenschappelijk tijdschrift op het gebied van de
gedragswetenschap en de zoologie.
De naam wordt in literatuurverwijzingen meestal afgekort tot Acta Ethol.
Het eerste nummer verscheen in 1998.